# Социальный признак
Социальный признак — это термин, используемый в социологии для обозначения факторов, которые определяют социальное положение человека в обществе. 
Социальный признак может быть связан с различными аспектами личности, такими как возраст, пол, профессия, национальность и так далее.
В социологии социальные признаки рассматриваются как важный фактор, определяющий социальный статус человека. Социальный статус — это положение человека в обществе, которое определяется сочетанием различных факторов, включая социальные признаки. Человек некоторыми может быть высоко оценен в обществе благодаря своим профессиональным достижениям, богатству, образованию, национальности и другим факторам, которые составляют его социальный признак.
Социальные признаки могут оказывать влияние на различные аспекты жизни человека, такие как доступ к образованию, здравоохранению, жилью, работе и так далее. Люди с высоким социальным статусом имеют обычно больше возможностей для развития и реализации своих целей, чем люди с низким социальным статусом.
Однако социальный признак не является абсолютным определителем социального статуса человека. В обществе могут существовать различные социальные группы, которые базируются на разных признаках, и каждая группа может иметь свои собственные нормы и ценности. Например, в некоторых обществах возраст может быть важным социальным признаком, определяющим социальный статус, в то время как в других обществах этот признак может быть менее значимым.
Таким образом, социальный признак является важным фактором, который влияет на социальный статус человека, но не является единственным определяющим. Социологи изучают взаимосвязь между социальными признаками и социальным статусом в различных обществах и культурах, чтобы понимать, как эти факторы влияют на жизнь людей и как общество может создавать более равные условия для всех своих членов.
Изучение социальных признаков также помогает понимать социальные проблемы, такие как дискриминация и неравенство. Неравенство может возникать из-за различий в социальных признаках, таких как раса, пол, национальность и другие. Например, в обществе, где расовая дискриминация является распространенным явлением, люди с определенной расой могут иметь меньше возможностей для образования, работы и доступа к другим ресурсам.
Изучение социальных признаков также важно для разработки политики, которая направлена на создание более равных условий для всех членов общества. Например, государственные программы, которые направлены на поддержку малообеспеченных семей или людей с ограниченными возможностями, могут помочь уменьшить социальные неравенства.
В целом, социальный признак является важным концептом в социологии, который помогает понимать взаимосвязь между различными факторами, которые определяют социальный статус человека. Изучение социальных признаков имеет практическое значение для решения социальных проблем и создания более справедливого общества для всех